# Maurelhan
Maurelhan (en francès Maureilhan) és un municipi occità del Llenguadoc, del departament de l'Erau a la regió Occitània.